# Oldsmobile Alero
La Alero è un'autovettura compact prodotta dalla Oldsmobile dal 1998 al 2004.

## Il contesto
Un esemplare della Alero fu l'ultima automobile prodotta dalla Oldsmobile prima del ritiro del marchio da parte del gruppo General Motors. Tutti gli esemplari vennero assemblati negli stabilimenti di Lansing, nel Michigan. La produzione iniziò il 6 aprile 1998 e continuò fino al 29 aprile 2004.
La Alero era un modello a trazione anteriore e con motore montato nell’avantreno. Montata sul pianale N della General Motors come la Pontiac Grand Am, Chevrolet Malibu e la Oldsmobile Cutlass sesta serie, fu commercializzata in due versioni, due porte coupé e quattro porte berlina.
Le motorizzazioni disponibili furono tre. Il propulsore più piccolo offerto era un quattro cilindri in linea da 2,2 L di cilindrata, quello intermedio era dello stesso tipo, ma da 2,4 L, mentre quello più grande era un V6 da 3,4 L.
Anche le trasmissioni offerte furono tre, più precisamente una Getrag F23 manuale a cinque rapporti, una 4T40-E automatica a quattro rapporti ed una 4T45-E automatica a quattro velocità. Le ultime due erano della General Motors, cioè del gruppo che possedeva il marchio Oldsmobile.

## Storia
Il design che fu poi sviluppato sulla Alero fu visto per la prima volta su una concept car del 1997, la Alero Alpha. Quest'ultima era una vettura sportiva coupé con motore V6, e possedeva molti elementi che vennero poi applicati alla Alero.
La Alero condivideva il telaio e molte altre parti, inclusi i motori, con la Pontiac Grand Am, cioè con l'altra berlina compact montata sul pianale N della General Motors. Le Alero furono vendute in tre allestimenti: base (GX), intermedio (GL) ed uno più lussuoso (GLS). L'allestimento GL era diviso ulteriormente in tre livelli: 1, 2, e 3.
La Alero fu oggetto di cambiamenti minimi durante i cinque anni in cui fu in produzione. Questi piccoli rinnovamenti furono concentrati sulla scelta di motori e sull'assortimento di optional. Nel 2003, le luci diurne della Alero furono cambiate da abbaglianti ad anabbaglianti. Il punto debole del modello erano i freni: quando erano infatti azionati, la vettura soffriva di vibrazioni provenienti dai dischi.

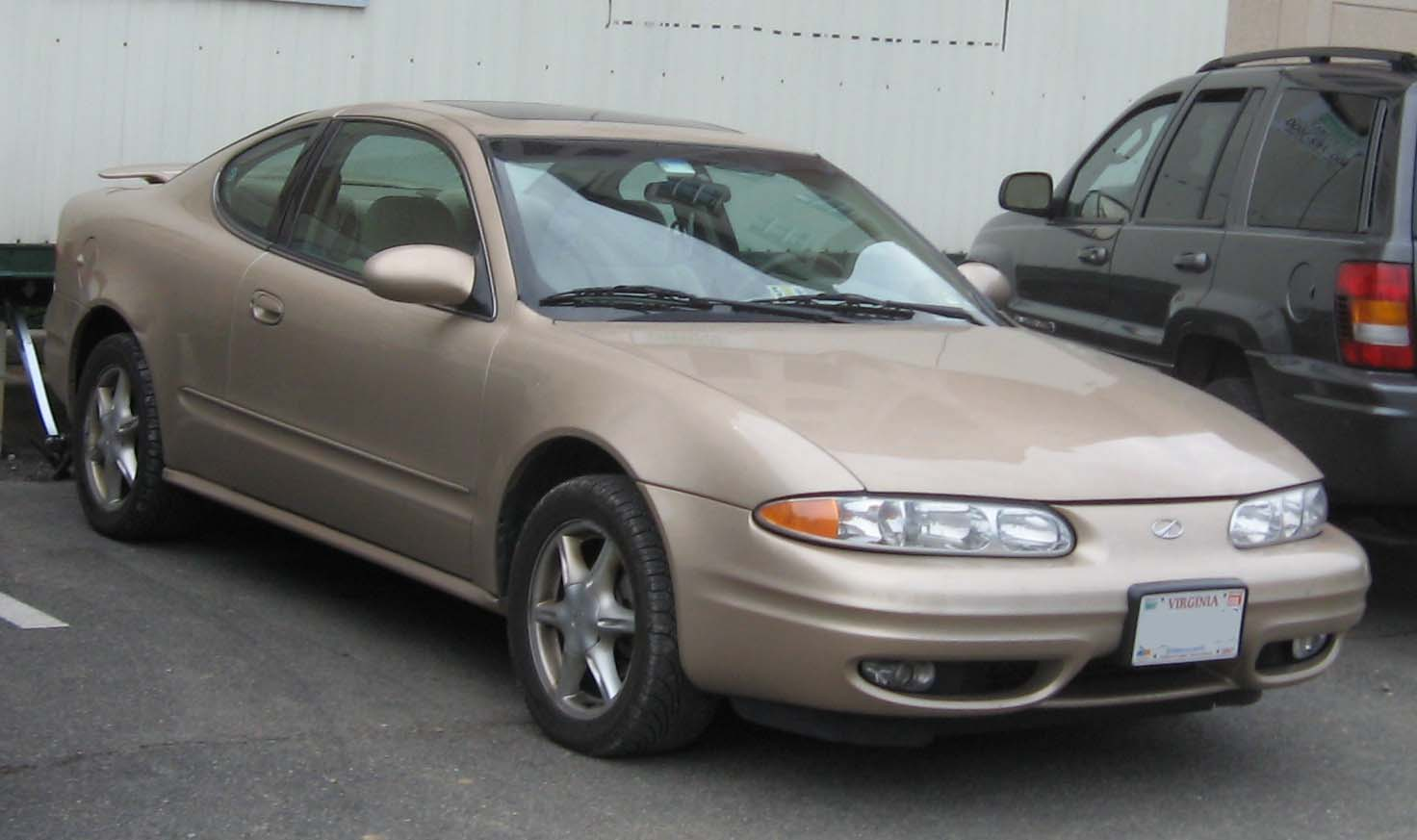
Una Oldsmobile Alero versione coupé

Il modello fu venduto in alcune nazioni europee tramite il badge engineering come Chevrolet Alero, che era disponibile solamente in versione berlina. Gli esemplari possedevano i loghi Oldsmobile nonostante fossero vendute come vetture Chevrolet. Visto che gli emblemi Oldsmobile non erano conosciuti in Europa, nel 2000 furono aggiunti i loghi della Chevrolet. Con la scomparsa della Oldsmobile Alero negli Stati Uniti, l'omonimo modello Chevrolet fu sostituito in Europa ed in Canada dalla Chevrolet Evanda/Epica.
La produzione della Alero terminò con un'edizione speciale di 500 esemplari, denominata Final 500 Edition. Queste ultime 500 vetture avevano applicato il logo storico della Oldsmobile, ed erano verniciate con pittura metallizzata color ciliegia scuro. Possedevano inoltre un adesivo che garantiva l'appartenenza dell'esemplare alla serie speciale.
L'ultimo esemplare di Alero prodotto, una GLS quattro porte, fu anche l'ultima Oldsmobile costruita. Sotto la capote erano presenti le firme degli impiegati dello stabilimento di Lansing, dove fu assemblata. Questa vettura fu consegnata al R. E. Olds Transportation Museum.
Un'anteprima della vettura che avrebbe dovuto sostituire la Alero fu mostrata al pubblico nel 2001. Era la concept car Oldsmobile O4, e fu disegnata da Bertone. L'esemplare era un'automobile per quattro passeggeri con design di gusto europeo, ma di stile Oldsmobile, che era mossa da un motore Ecotec a quattro cilindri in linea. Il nome aveva molteplici significati, tra cui “Oldsmobile 4 posti” oppure “2004”, cioè l'anno in cui era prevista la produzione di serie e la commercializzazione.
Sfortunatamente, la O4 fu mostrata al pubblico qualche settimana dopo l'annuncio della General Motors dove si rendeva noto l'intenzione del gruppo a ritirare dal mercato il marchio Oldsmobile; questo significava che la O4 non sarebbe mai entrata in produzione. A causa di ciò, la seconda generazione della Alero non fu mai costruita ed il modello uscì definitivamente di produzione con il ritiro dal mercato del marchio Oldsmobile nel 2004.

## Motori
| Anni      | Motore                                                             | Potenza | Coppia  |
| --------- | ------------------------------------------------------------------ | ------- | ------- |
| 2001–2004 | Tipo Ecotec L61 da 2,2 L di cilindrata e quattro cilindri in linea | 142 CV  | 203 N•m |
| 1998–2001 | Tipo LD9 da 2,4 L di cilindrata e quattro cilindri in linea        | 152 CV  | 210 N•m |
| 1998–2004 | Tipo LA1 V6 da 3,4 L                                               | 177 CV  | 285 N•m |

## I prototipi

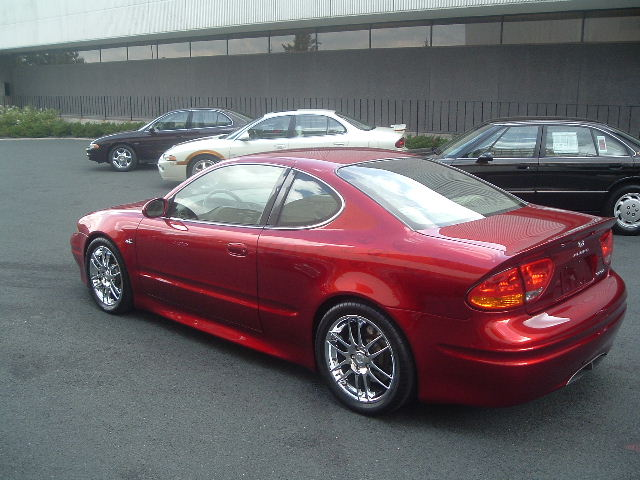
La Oldsmobile Alero OSV

La General Motors commissionò la costruzione di prototipi della Alero sia per provare nuove soluzioni, sia per vagliare il gradimento del pubblico su possibili sviluppi futuri su base Alero. Questi prototipi furono:
- Alero OSV - "Oldsmobile Speciality Vehicle" – Fu un veicolo sperimentale concepito all'interno di un aftermarket del marchio Oldsmobile. L'esemplare montava un kit di carrozzeria, un motore a quattro cilindri in linea sovralimentato, degli interni su misura ed una vernice speciale color rosso ciliegia con gli emblemi Oldsmobile nascosti nei parafanghi posteriori.
- Alero OSV II – Fu un veicolo sperimentale che montava un motore V6 tipo LX5 a doppio albero a camme in testa e 3,5 L di cilindrata, già utilizzato sulla Intrigue e sulla Aurora. Era verniciato color verde scuro.
- Alero 442 – Fu una serie di auto da esposizione basate sulla Alero coupé che possedeva un corpo vettura dal design simile a quello della Oldsmobile 442, da cui il nome. Ogni Alero 442 aveva un colore unico, e tra essi furono prodotti esemplari bianchi con strisce color oro oppure verde.
- Alero California – Fu un esemplare derivante dalla Alero coupé che possedeva un grande alettone posteriore, sedili da competizione, pneumatici sportivi e decorazioni adesive su misura di color marrone o giallo.
- Alero Convertible – Questo prototipo era una cabriolet e fu creato per tentare di allargare il target alla fascia giovanile. Inoltre, la concept car Oldsmobile O4 preannunciava che la successiva generazione della Alero avrebbe potuto essere prodotta anche con carrozzeria cabriolet.
- Alero Pace Car – Fu costruita dalla General Motors come parte della propria flotta di safety car per la Indy Racing League. Aveva una colorazione che ricordava una bandiera a scacchi.

## Sicurezza
L'Insurance Institute for Highway Safety ha dato alla Alero una la più bassa votazione riguardo al crash test da esso eseguito. Da questa prova è scaturito un giudizio negativo riguardo ad un eventuale impatto frontale, dal quale si sarebbero potuti originare possibili danni alla testa ed alle gambe.
Riguardo ad un test analogo operato dal National Highway Traffic Safety Administration nel 2003 sono stati assegnati alla Alero i seguenti risultati:
Coupé
- Guidatore (frontale):
- Passeggero anteriore (frontale):
- Guidatore (laterale):
- Passeggero posteriore (laterale):
- Ribaltamento:

Berlina
- Guidatore (frontale):
- Passeggero anteriore (frontale):
- Guidatore (laterale):
- Passeggero posteriore (laterale):
- Ribaltamento: